# Limonia edax
Limonia edax är en tvåvingeart som beskrevs av Alexander 1961. Limonia edax ingår i släktet Limonia och familjen småharkrankar. Inga underarter finns listade i Catalogue of Life.